# Floyd Westerman
Floyd „Red Crow“ Westerman (* 17. August 1936 in South Dakota; † 13. Dezember 2007 in Los Angeles) war ein US-amerikanischer Sänger, Schauspieler und indianischer Aktivist des American Indian Movement (AIM).

## Leben und Karriere
Westerman war vom Stamm der Dakota und wuchs im Reservat Sisseton-Wahpeton im US-Bundesstaat South Dakota auf. Als Jugendlicher wurde er von seinen Eltern getrennt und in einer sogenannten „Boarding School“ untergebracht, in der man versuchte, ihm Sprache und Werte seines Volkes „auszutreiben“. Während dieser Zeit lernte er Dennis Banks kennen, der 1968 einer der Gründer des AIM wurde. Floyd Westerman nahm am World-Uranium-Hearing teil, das vom 13. bis 18. September 1992 in Salzburg stattfand.
Im deutschsprachigen Raum wurde Westerman besonders als „Zehn Bären“ durch den Film Der mit dem Wolf tanzt von Kevin Costner und Entschlüsselungsspezialist „Albert Hosteen“ in einigen Folgen von Akte X bekannt. Er wirkte in über 50 Film- und Fernsehproduktionen mit und veröffentlichte drei Country-Alben, in denen er unter anderem über das – bei den Indianern sehr umstrittene – Bureau of Indian Affairs oder Wounded Knee sang.
Anlässlich seines Konzertes 1992 bei den Internationalen Workshoptagen in Walsrode sagte Westerman: „Die Städte werden untergehen!“, „Umarme einen Baum, die Bäume sind unsere Telegrafen. Wir sprechen über sie mit allem, das wichtig ist für uns. Gib deine Sorgen dem Baum. Er ist Retter, Bewahrer.“ Über dieses Konzert berichtet Angela Hoffmann in ihrer Erzählung Unter dem Magnolienbaum: „Der Indianer betrat die Bühne. Er war es also, der ihr im Wald begegnet war. ‚Die Städte werden fallen,‘ sagte er. ‚Ich habe den Bürgerkrieg in Los Angeles erlebt. Die westliche Zivilisation ist am Ende. Es ist nur noch eine Frage der Zeit, wann und wie die anderen Städte Amerikas und die der restlichen Welt fallen.‘ Er sang Lieder, die zu Herzen gingen, so wie man sie nicht beschreiben kann. Wie Vögel, die im Sturm segeln. Es gab keinen Grund, die Tränen zurückzuhalten. Bäume seien Telegrafen, denen man seine Sorgen anvertrauen könne, sagte er. Die Indianer nähmen über die Bäume mit ihren Ahnen Kontakt auf. ‚Die Bäume beschützen und begleiten uns,‘ sagte er. ‚Bitte fotografieren Sie jetzt nicht mehr!‘ bat der Indianer und drehte sich langsam in alle vier Himmelsrichtungen. Obwohl ihnen seine Sprache fremd war, teilte sich der Inhalt des Gebetes allen mit: Er bat Mutter Erde um Vergebung und entschuldigte sich bei den Elementen und Naturgewalten.“
Floyd Westerman starb nach langer Krankheit im Dezember 2007 in einem Krankenhaus in Los Angeles.

## Filmografie (Auswahl)
- 1989: MacGyver (Staffel 3, Folge 17: Wolfsmaske)
- 1990: Der mit dem Wolf tanzt
- 1991: Die Rache des Wolfes
- 1991: The Doors
- 1992: Mord ist ihr Hobby (Staffel 9, Folge 6: Die Schatzsuche (Night Of The Coyote))
- 1993: Die Rache des weißen Indianers
- 1993–1994: Walker, Texas Ranger (Serie)
- 1994: Lakota Woman (Fernsehfilm)
- 1995: Buffalo Girls
- 1995: Roseanne (Staffel 8, Folge 8)
- 1995–1999: Akte X – Die unheimlichen Fälle des FBI (Serie, 5 Folgen)
- 1997: The Brave
- 1997–2001: Dharma & Greg (Serie, 4 Folgen)
- 2004: Hidalgo – 3000 Meilen zum Ruhm

## Diskografie
- 1969: Custer Died for Your Sins
- 1982: The Land is Your Mother
- 2006: A Tribute to Johnny Cash